# Final Fantasy IX Original Soundtrack
Final Fantasy IX Original Soundtrack è la colonna sonora ufficiale del videogioco Final Fantasy IX. L'album è l'ultimo della serie Final Fantasy ad essere stato realizzato completamente da Nobuo Uematsu sino a Final Fantasy XIV. Ha raggiunto la quarta posizione nella classifica Oricon, vendendo oltre 101 000 copie in Giappone sino al gennaio 2010.

## Tracce
CD1
1. The Place I'll Return to Someday
2. Memories Erased in the Storm
3. Battle Strategy Conference
4. The Skies of Alexandria
5. Vivi's Theme
6. Feel my Blade
7. Vamo' alla flamenco
8. Decisive Action ~ Search for the Princess ~
9. Jesters of the Moon
10. Steiner's Theme
11. Prima Vista Band
12. Stolen Eyes
13. Tonight
14. Your Warmth
15. Mistaken Love
16. Queen of the Abyss
17. Awakened Forest
18. Battle 1
19. Fanfare
20. Memories of That Day
21. Battle 2
22. Game Over
23. RUN!
24. Goodnight
25. Crossing Those Hills
26. Ice Caverns
27. Frontier Village Dali
28. Far Away in the Twilight
29. Reckless Steiner
30. Limited Time
31. Zidane's Theme
32. Black Waltz

CD2
1. Cid's Theme
2. One Danger Put Behind Us...
3. Lindblum
4. Song of Memories
5. Hunter's Chance
6. Qu's Marsh
7. Quina's Theme
8. Aloha de Chocobo
9. Ukule le Chocobo
10. Freija's Theme
11. At the South Gate Border
12. Fairy Battle
13. Burmecian Kingdom
14. A Face Unforgotten
15. Kuja's Theme
16. The Sword of Doubt
17. Sleepless City Treno
18. Theme of the Tantalus
19. Immoral Melody
20. Garnet's Theme
21. Gargan Roo
22. Cleyra's Trunk
23. Cleyra Settlement
24. Eternal Harvest
25. Grieve for the Skies
26. Extraction

CD3
1. Ambush Attack
2. Loss of Me
3. Fossil Roo
4. Mountain Pass - Conde Petie
5. Black Mage Village
6. Unfathomed Reminiscence
7. Ceremony for the Gods
8. Eiko's Theme
9. Ruins of Madain Sari
10. Walls of The Sacred Beasts
11. Iifa Tree
12. Salamander's Theme
13. Footsteps of Desire
14. We Are Thieves!
15. Slew of Love Letters
16. Quad Mist
17. Mogri's Theme
18. Protecting my Devotion
19. The Chosen Summoner
20. Keeper of Time
21. Oeilvert
22. A Transient Past
23. The Sneaky Frog and the Scoundrel
24. Esto Gaza
25. Gurugu Volcano
26. The Heart of Melting Magic

CD4
1. The Airship, Hildagaldy
2. Secret Library Daguerreo
3. Ipsen's Heritage
4. The Four Medallions
5. Successive Battles
6. Terra
7. Bran Bal, the Village Without Souls
8. Pandemonium, the Castle Frozen in Time
9. You're Not Alone!
10. Passing Sorrow
11. The Evil Mist's Rebirth
12. Assault of the White Dragons
13. Place of Memory
14. Crystal World
15. Dark Messenger
16. Final Battle
17. Bittersweet Romance
18. Hidden Lips
19. I Want to be Your Bird
20. Two Hearts Not Captured
21. Towards That Gate
22. Melodies of Life ~ Final Fantasy
23. Prelude
24. CCJC TVCM 15" (15 second Coca-Cola Commercial)
25. CCJC TVCM 30" (30 second Coca-Cola Commercial)
26. Melodies of Life (The Layers of Harmony)